# Tussock

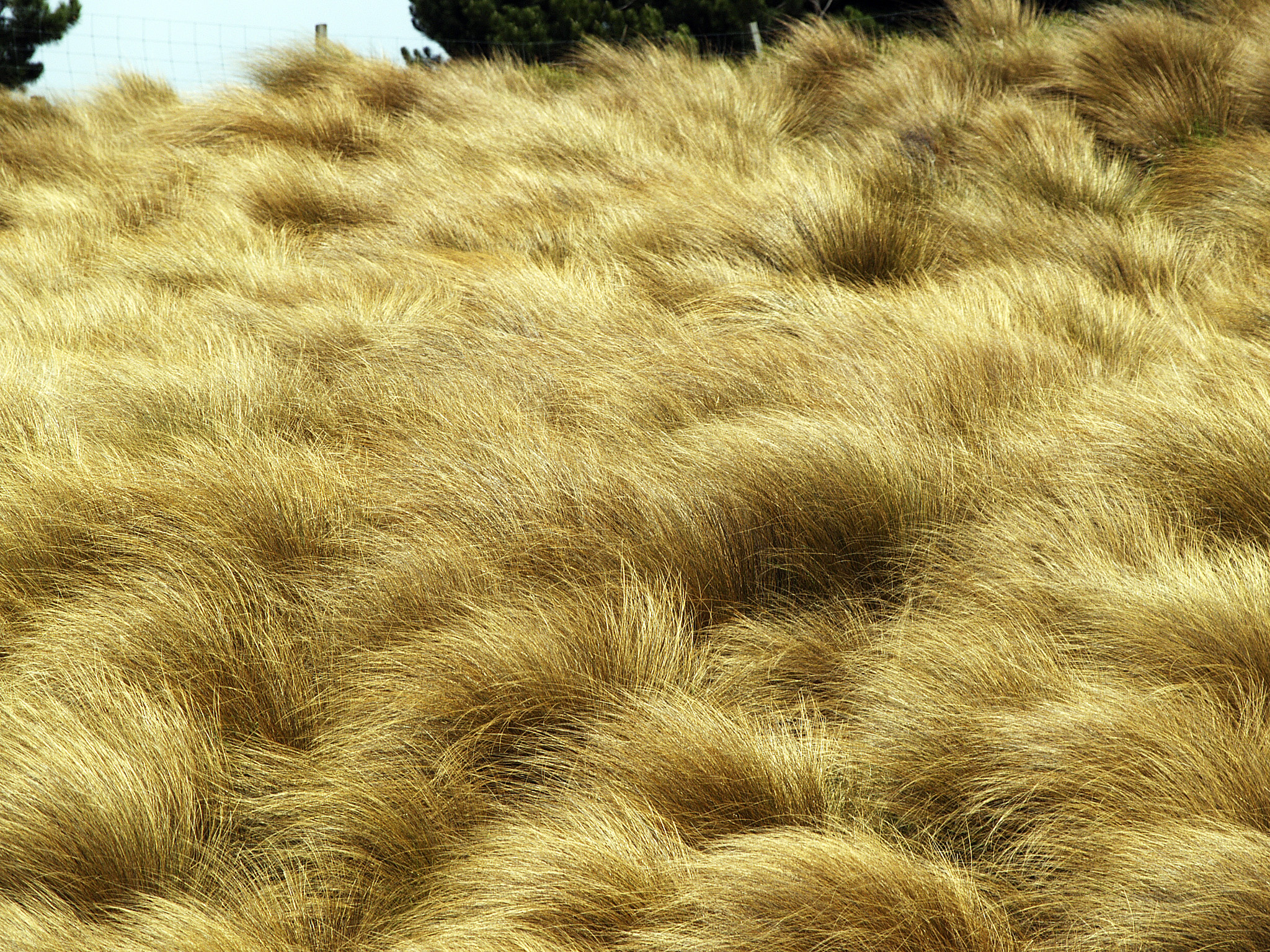
Tussock in Neuseeland

Mit Tussock wird im englischsprachigen Raum ein Grasbüschel, ein Horst von Gras oder Gras bezeichnet, das in einem eng umgrenzten Bereich wächst und länger und dicker ist als andere Gräser. Auch die einheimische Graslandschaft kann damit gemeint sein.
Tussockgras, im englischen Tussock Grass oder einfach Tussock genannt, ist unter dieser Bezeichnung vor allem auf der Südhalbkugel in Australien und Neuseeland sowie Patagonien bekannt. In Nordamerika nennt man das in Büscheln wachsende Gras bunch grass (deutsch: Horstgras).
Tussock wächst überall auf der Welt, besonders in Graslandschaften, Savannen und Prärien, aber auch in Feuchtgebieten, Flussauen und Mündungsgebieten von Flüssen. Die Gräser sind robust, können auf mageren und trockenen Böden wachsen und haben sich weltweit den unterschiedlichsten klimatischen Bedingungen gut angepasst. Es gibt Arten, die winterfest sind und in montanen und alpinen Zonen vorkommen oder in Tundren wachsen. Andere Spezies kommen mit extrem wenig Wasser aus und gedeihen in Dünen und Ödlandlandschaften. Einige Sorten haben sich mittlerweile auch als Gartenpflanzen etabliert.
Durch intensive Beweidung und Farmwirtschaft gelten in einigen Ländern bereits Tussock-Graslandschaften als bedroht, da durch das Abgrasen die Pflanzen unwiederbringlich geschädigt werden und an ihrem Platz sich andere Pflanzen, die einer Beweidung besser standhalten, schneller ansiedeln können.

## Namensherkunft
Die Herkunft des Begriffs Tussock ist nicht ganz klar. Es wird vermutet, dass sich Tussock aus dem schottisch gälischen Wort  'dosag'  entwickelte oder im 16. Jahrhundert aus dem Dialekt  'tusk'  für das englische 'tuft' (Horst (Botanik) oder Büschel). Belegt ist die Verwendung des Wortes erstmals im Jahr 1607.
Auch eine Wortverwandtschaft zu dem mittelhochdeutschen Wort  'zūsach'  (Dickicht, Gestrüpp) (zwischen 1540 und 1550) kann angenommen werden.

## Tussock-Landschaften

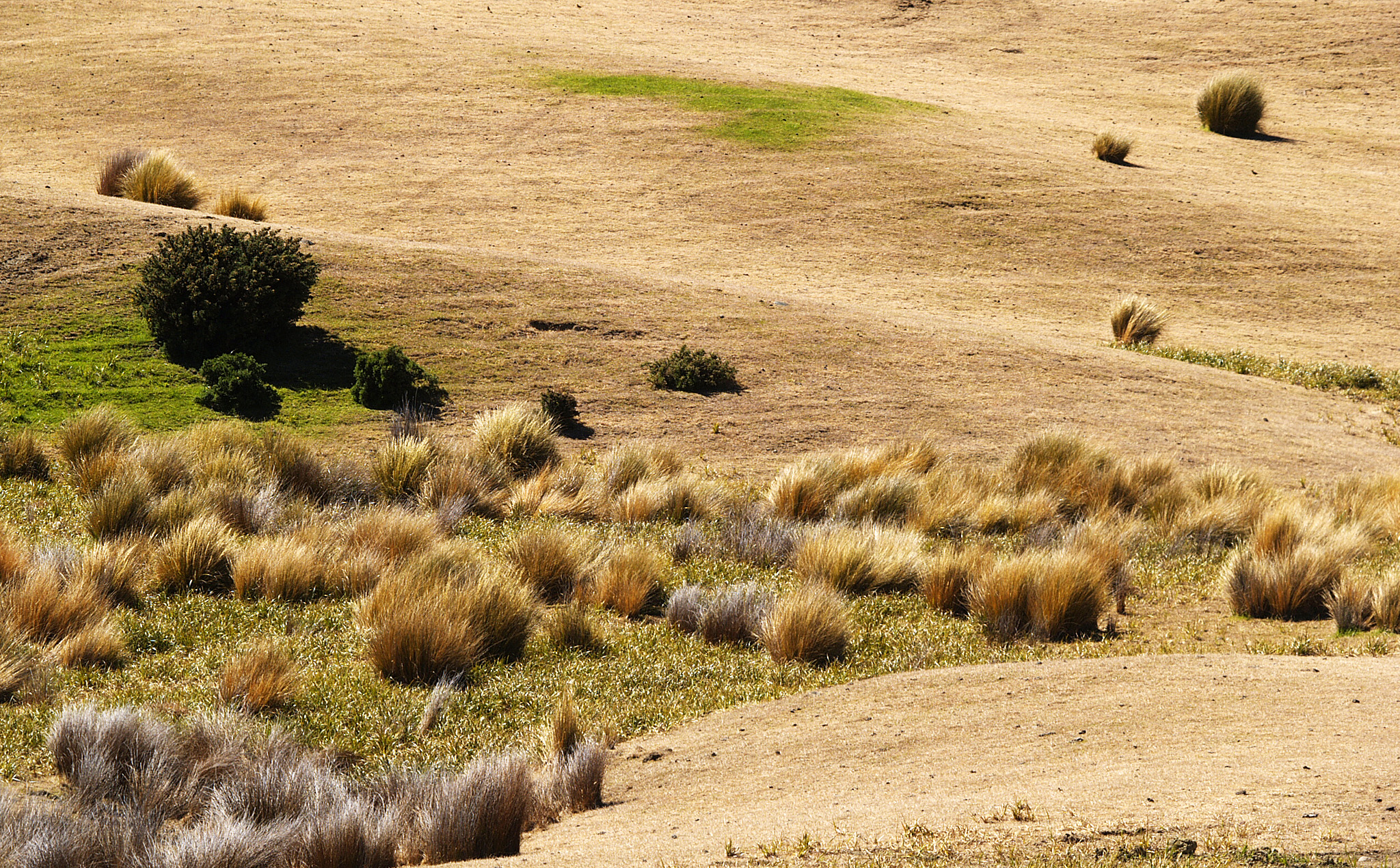
Tussock auf Farmland

Tussockgräser sind besonders in Kurzgrassteppen zu finden, in denen die Grasbüschel verteilt stehen und weniger als 50 % der Bodenoberfläche bedecken. Die Gräser erreichen dort eine Höhe von 20 bis 40 cm. Die Steppen sind in der Regel trocken, das Gras widerstandsfähig. Längere Tussockgräser, die in feuchteren Gegenden oder in alpinen Regionen zu finden sind, können zum Teil bis zu 1,5 m hoch wachsen.

### Australien
In Australien dehnen sich weite Graslandschaften mit Tussock über eine Fläche von insgesamt 525.888 km2 aus und bedecken damit 6,8 % der Fläche Australiens. Mehr als die Hälfte dieser Landschaften liegen in Queensland. Da seit der Besiedelung Australiens schon rund 6 % der ursprünglichen Tussock-Graslandschaften verloren gegangen sind, wurde eine Fläche von 15.795 km2 bereits unter Schutz gestellt.
Zu den bekanntesten Tussockgräsern auf dem australischen Kontinent zählen: Astrebla, in Australien auch Mitchell Grass genannt, Austrodanthonia, Austrostipa, Dicanthium, Eragrostis, Poa, Themeda, Sorghum, Heteropogon, Ophiuros, Oryza, Eragrostis und Spinifex.
In Niederungen sind Graslandschaften mit Austrodanthonia, Austrostipa, Lomandra, Themeda triandra und Poa verbreitet und in subalpinen und alpinen Landschaften vorwiegend Poa.

### Neuseeland

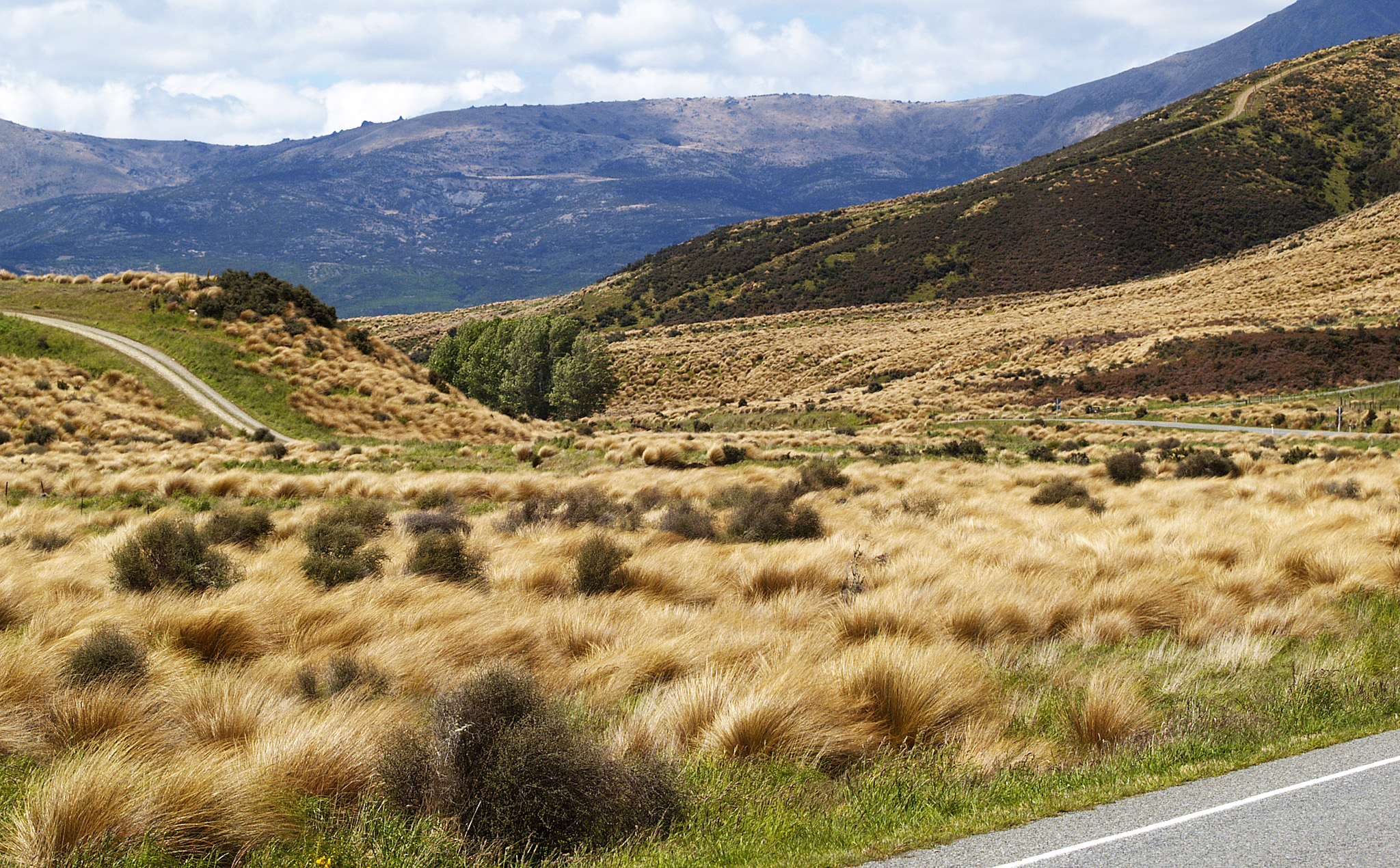
Tussock-Graslandschaft am State Highway 94 zwischen Mossburn und The Key, Neuseeland

Als Neuseeland zwischen 1250 und 1300 von polynesischen Einwanderern besiedelt wurde, brannten diese große Teile der neuseeländischen Wälder nieder. Die so freigewordenen Flächen wurden zu Grasland. Als die europäischen Siedler Neuseeland erreichten, war bereits 31 % des Landes zu Grasland geworden.
Heute kommen in Neuseeland Tussock-Graslandschaften bevorzugt in den Ebenen und Berglandschaften der Südinsel vor, aber auch in vulkanisch geprägten Gegenden der Nordinsel. In den regenärmeren Gebieten östlich der Neuseeländischen Alpen wachsen die Gräser bis hinauf in die hochalpinen Regionen. Während bis in die montanen Höhen von etwa 400 m hauptsächlich kurze Gräser wachsen, sind in den unteren alpinen Regionen bis etwa 900 m gemischt kurze und lange Arten und darüber hinaus bis in 1200 m bevorzugt längere Gräser zu finden, winterharte Sorten in sogenannten Kissenfeldern sogar bis hinauf in Regionen in 1600 m. Bekannt für ihre ausgedehnten Tussock-Graslandschaften sind vor allem die Regionen Marlborough, South Canterbury und Central Otago.
Graslandschaften mit kurzen Tussock-Sorten werden von Festuca und Poa dominiert. Verbreitet sind davon Festuca novae-zelandiae, auch Hard Tussock genannt, und Poa caespitosa, als Silver Tussock, sowie Poa colensoi, als Blue Tussock bekannt. Chionochloa rubra, Red Tussock genannt, kommt in weiten Ebenen der Nordinsel vor, die durch vulkanische Aktivitäten verwüstet wurden. Auf der Südinsel hingegen wächst der Red Tussock in den regenarmen Gebieten der Region Southland. Während Chionochloa pallens und Chionochloa flavescens bevorzugt in den Bergketten der Nordinsel vorkommen, dominieren Chionochloa rigida und Festuca matthewsii als Snow Tussock die höheren Regionen der Südinsel.

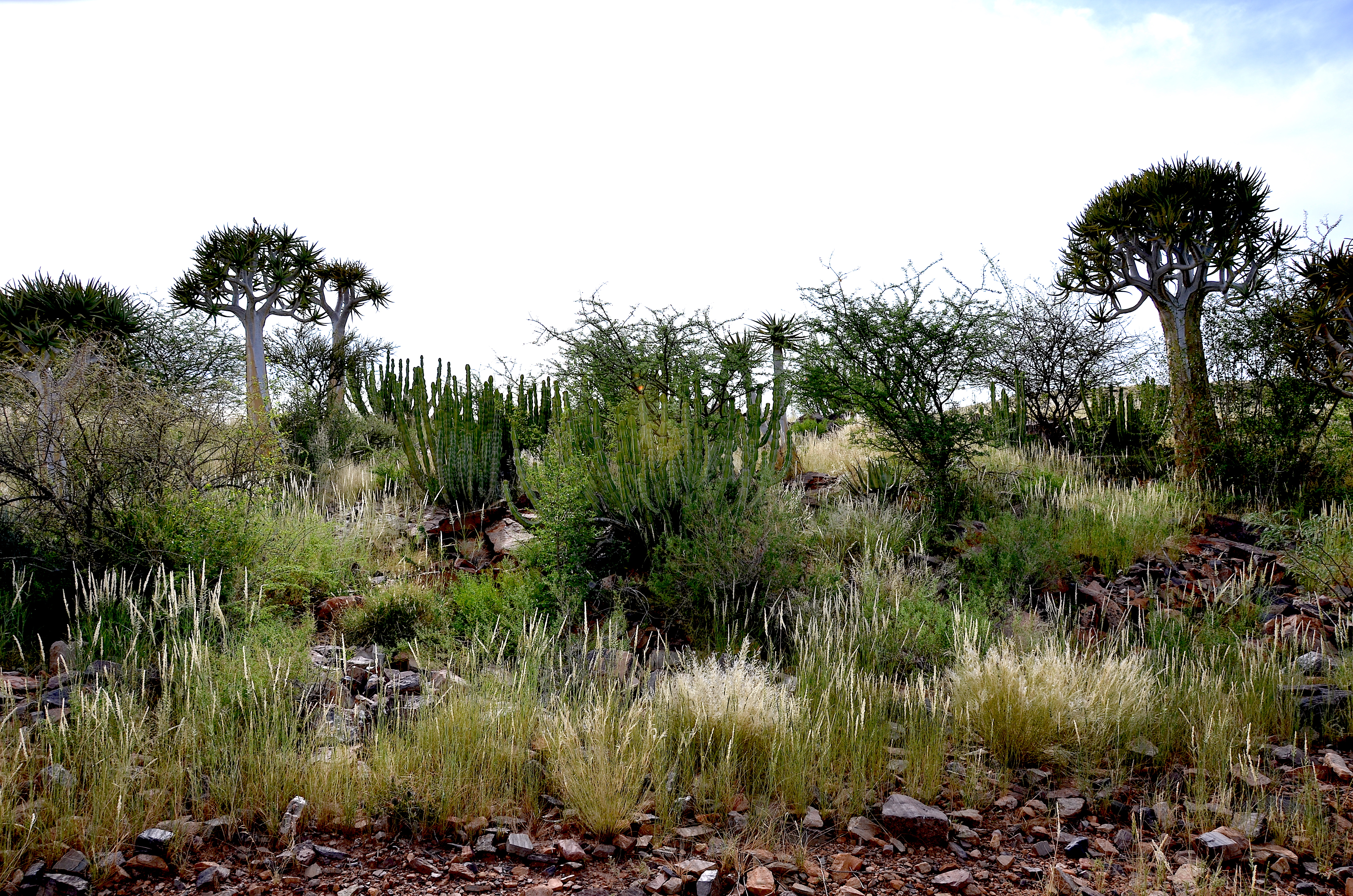
Tussock und diverse Pflanzenarten nahe Keetmanshoop in Namibia

### Afrika
In den verschiedenen Ländern Afrikas sind Tussock-Grasslandschaften bevorzugt in montanen, subalpinen und hochalpinen Bergregionen zu finden. In einigen Ländern, wie
Äthiopien, Kenia, Tansania, Uganda, Ruanda, Demokratische Republik Kongo und Kamerun sind Tussock-Landschaften Teil von Nationalparks oder anderweitig geschützten Landschaften. Trotzdem sind sie durch Feuer, Beweidung, Jagd, Tourismus und Ansiedlungen zum Teil gefährdet.

### Südamerika
In den nördlichen Anden der Länder Ecuador, Venezuela, Kolumbien und dem nördlichen Peru sind die Tussockgräser der Familien Festuca, Calamagrostis und Stipa verbreitet. In den zentralen Anden des südlichen Perus, im Westen Boliviens, im nördlichen Chile und im Nordwesten Argentiniens herrscht das langwüchsige Cortaderia und Deyeuxia vor. Auch Festuca, Poa und Calamagrostis ist zu finden. In den Pampas entlang dem Río de la Plata (Argentina, Brasilien und Uruguay) bedecken Tussockgräser, anders als in höheren Regionen wachsende Sorten, fast den gesamten Boden des Graslandes. Vorherrschend sind hier die Gräser der Familien Stipa, Piptochaetium, Paspalum und Bothriochloa.

## Tussock in Emblemen
Im Wappen der Falklandinseln ist u. a. ein Schaf auf Tussockgras stehend abgebildet und symbolisiert damit die Schafzucht als wichtigste ökonomische Basis der Falklandinseln.